# Aḥmad Shāh Masʿūd
Aḥmad Shāh Masʿūd, in tagico احمد شاه مسعود?, noto anche con lo pseudonimo di generale Massoud (Bazarak, 2 settembre 1953 – Takhar, 9 settembre 2001), è stato un militare, politico e guerrigliero afghano dell'Alleanza del Nord, combattente contro il regime talebano afghano; era anche detto il "Leone del Panjshir" (Shir-e Panjshir).
Nato a Bazarak, nel nord dell'Afghanistan, e di etnia tagika, fu comandante rispettato e amato dei combattenti musulmani della resistenza afghana contro l'Unione Sovietica durante la guerra sovietico-afghana prima, e contro i talebani poi.
Durante la guerra civile afghana divergenze politiche e ideologiche lo opposero lungamente al Partito islamico di Gulbuddin Hekmatyar. Con la vittoria del fronte di Burhanuddin Rabbani, da lui sostenuto, fu nominato ministro della Difesa. Oltre a essere un apprezzato uomo di cultura, amante della poesia, si dimostrò un abile stratega militare.

## Biografia

### Giovinezza
Aḥmad Shāh Masʿūd nacque nell'alta valle del Panjshir, tra i villaggi di Bazarak e di Jangalak, il 2 settembre 1953, in quello che era il Regno dell'Afghanistan. Suo padre era un ufficiale della polizia afghana. Suo fratello minore era Ahmad Diyāʾ Masʿud. All'età di cinque anni cominciò a frequentare la scuola di grammatica a Bazarak fino a quando il padre non fu promosso capo della polizia a Herat. Lì Massoud frequentò il 3º e 4º grado della scuola e ricevette l'insegnamento religioso presso la moschea Masjed-e Jame (Moschea congregazionale).
Più tardi il padre venne nuovamente trasferito, questa volta a Kabul, dove Masʿūd studiò presso il Lycée Esteqlal (lett. "Liceo Indipendenza"), il liceo francese della città, dove otterrà il Baccalaureat. In quanto capitale, Kabul era anche il polo culturale più importante del paese, e Masʿūd, in qualità di figlio di un alto ufficiale della polizia, poté permettersi di studiare nel prestigioso Istituto politecnico, nella facoltà di Architettura, nato in virtù del recente, quanto crescente, interesse sovietico per l'Afghanistan.
Questa duplice influenza culturale, francese e sovietica, si aggiungerà quindi al “naturale” bagaglio islamico di Masʿūd e determinerà nel tempo le sue più importanti scelte. Infatti, se da un lato la religione sarà determinante nell'intera sua vita, d'altro canto il duplice contatto con la modernità della cultura occidentale svilupperà in lui un profondo senso nazionalista così come un radicato sentimento anti-sovietico.
Questa tensione tra contrastanti sentimenti si fece palese nel corso degli Anni settanta, durante i quali Masʿūd, spinto dal fervore religioso e da un crescente sentimento nazionalista e indipendentista, organizzò una serie di colpi di mano, tanto audaci quanto mal organizzati, il cui fallimento lo costrinse dapprima a ripiegare nella sua terra natale, il Panjshir, e poi a spingersi fino in Pakistan, sfruttando quella rete di contatti e connivenze che proprio in quegli anni andava formandosi sul suolo pakistano, con lo scopo di creare un nucleo di resistenza, decisamente connotata in senso islamista, all'imminente e malcelata invasione sovietica dell'Afghanistan.
Nel 1972 entra a far parte della Organizzazione delle gioventù musulmane, formazione studentesca della Jamʿiyat-e Islami, guidata dal professore Burhanuddin Rabbani, che si opponeva alla crescente influenza sovietica sul paese, che portò nel 1978 al colpo di Stato che depose Mohammed Daud Khan, a sua volta salito al potere tramite un golpe. Nel 1976 il movimento si divise tra i sostenitori di Rabbani da una parte e quelli radicali di Gulbuddin Hekmatyar, che fonderà l'Hezb-e Islami.
Fu proprio in quel di Peshawar, la meta dell'esilio di Masʿūd come di molti altri esuli della rivoluzione islamica afghana, che si delinearono e si costituirono le principali fazioni politiche (le quali erano principalmente espressione delle divisioni etniche afghane) che da quel momento in avanti guidarono la frammentata resistenza del popolo afghano contro l'invasione sovietica prima e la lotta per il potere poi.
Il colpo di Stato dell'aprile del 1978, avvenuto ad opera del Partito Democratico Popolare dell'Afghanistan (PDPA), dichiaratamente filo-sovietico, ai danni del regime repubblicano di Daud, e la successiva campagna di riforme forzate volte alla laicizzazione e alla sovietizzazione dello Stato, furono gli eventi che spinsero Masʿūd a tornare clandestinamente in patria, nell'originario Panjshir, e a organizzare, con considerevoli difficoltà, ciò che costituirà, sia in termini di organico che di struttura organizzativa, la base della resistenza da lui guidata.

### Resistenza all'Unione Sovietica

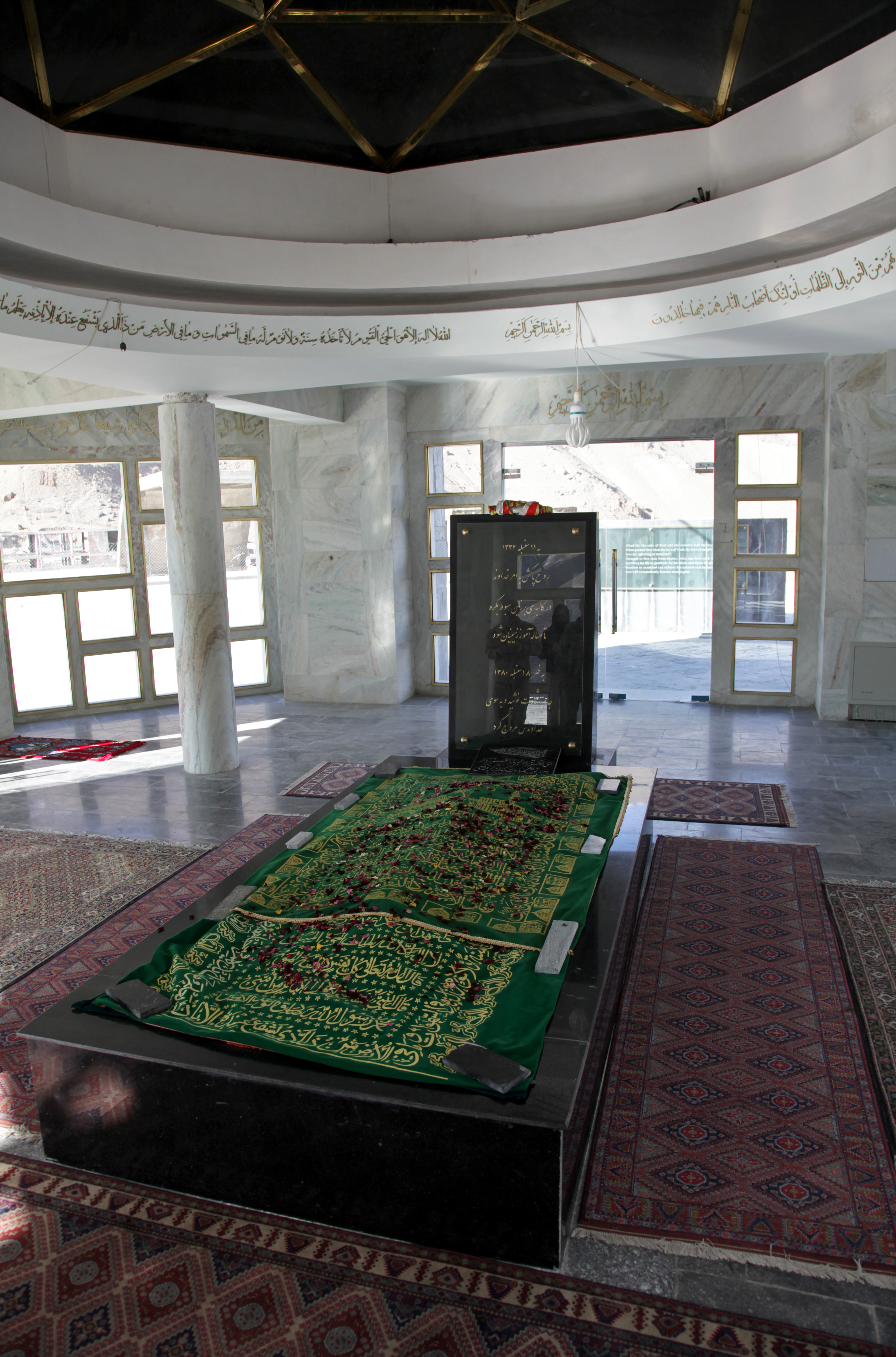
La tomba memoriale di Masʿūd

Se da un lato è evidente la continuità della struttura organizzativa del modello strategico di Masʿūd, dall'altro è inconfutabile che questo stesso apparato si sia confrontato nel tempo con situazioni e problematiche profondamente diverse tra loro.
Inizialmente, dal 1979 al 1989, si trattò di organizzare una struttura che potesse far fronte alla profonda asimmetria di forze che caratterizzò il conflitto con l'Unione Sovietica. La strategia di base fu quindi di tipo indiretto e gli anni dell'esilio pakistano di Masʿūd permisero allo stratega in divenire di conoscere il pensiero di teorici della guerriglia del passato, da Mao Zedong a Giap, passando attraverso qualche raro scritto di Ernesto Che Guevara.
La linea strategica così adottata si rivelò alla fine vincente e l'Armata Rossa batté in ritirata anche a causa della strenua resistenza offerta dalle milizie di Masʿūd durante le dieci offensive che i sovietici sferrarono contro la valle del Panjshir.
Quando era in possesso di Kabul, Masʿūd instaurò un regime repressivo e furono commesse molte violazioni dei diritti umani: impiccagioni pubbliche, amputazioni, limitazioni dei diritti delle donne, ecc.

### Guerra a Kabul
Successivamente, nel 1992, quando cioè Masʿūd si trovò al posto del ministro della Difesa di un nuovo governo costituito dal Peshawar Accord (un accordo di pace concordato dai partiti afghani dopo la caduta del governo comunista), le condizioni mutarono. La nuova sfida sarebbe stata l'estensione legittima dell'influenza dello Stato al resto del paese. L'intento di dar vita ad un Afghanistan unificato e pacifico non fu portato a termine da Masʿūd, il quale si trovò immediatamente di fronte una guerra iniziata da parte di Gulbuddin Hekmatyar, che sin dai tempi della Guerra fredda con l'URSS era appoggiato dal Pakistan.
La situazione degenerò quasi immediatamente, ai danni principalmente della popolazione civile. Nel 1995 Masʿūd sconfisse Gulbuddin Hekmatyar ed i suoi alleati. Nel gennaio 1995 l'ascesa del movimento dei talebani lo pose di fronte ad un nuovo avversario, nuovamente sostenuto dal Pakistan. Masʿūd combatté i talebani per due anni, prima di essere costretto ad abbandonare Kabul nel settembre 1996. Con la conquista di Kabul da parte dei talebani, Masʿūd ripiegò nella valle del Panjshir, dove ingaggiò una dura resistenza che gli valse il soprannome di "Leone del Panjshir".

### Opposizione ai talebani
I talebani avevano instaurato un Emirato Islamico Teocratico, fondato su una rigidissima interpretazione del Corano. L'oppressione maggiore fu nei confronti delle donne, private di ogni diritto politico e civile e addirittura interdette dalla vita sociale. Espressione di questo terrore islamico fu inoltre una violenza iconoclasta verso tutti i simboli non islamici, come le immani statue di Buddha di Bamiyan.
A partire dal 1996, quindi, la struttura militare di Massoud, riunita sotto l'insegna dell'Alleanza del Nord, tornò ad operare secondo gli schemi su cui aveva basato la sua vittoria sull'invasore sovietico. La strategia ridiventò indiretta e princìpi strategici come mobilità e indifferenza alla perdita momentanea di spazio tornarono ad imperare tra i ranghi delle milizie del Panjshir.
La resistenza offerta alle offensive dei talebani da parte del sistema militare di Massoud tornò ad essere efficace e, così com'era accaduto nel corso degli anni ottanta, l'operato degli uomini del Panjshir fu determinante nel sancire la sconfitta, politica prima ancora che militare (la quale verrà sancita successivamente dall'enorme forza di fuoco fornita dalla missione Enduring Freedom), del movimento talebano.

### L'attentato e la morte
Masʿūd fu assassinato con un omicidio mirato tramite un attentato suicida il 9 settembre 2001 a Khvājeh Bahāʾ od-Dīn da due tunisini che si fingevano giornalisti di una emittente marocchina. I due terroristi erano stati reclutati, secondo quanto scoperto dalla polizia belga, a Bruxelles dal loro connazionale Emiro (termine usato per indicare comandanti militari o, come in questo caso, capi terroristi) Sayf Allāh Ben Hassine, capo e fondatore dell'organizzazione salafita tunisina detta Anṣār al-Sharīʿa, appartenente alla costellazione qaidista.
La bomba, nascosta nella telecamera dei due finti giornalisti, provocò la morte immediata di uno degli attentatori e il ferimento del secondo, poi ucciso in un tentativo di fuga. Dopo l'attentato, infatti, il secondo falso giornalista fu catturato dalle guardie del corpo di Masʿūd e messo in una cella. Riuscì a scappare ma, quando fu scoperto, tentò di usare la sua pistola, venendo ucciso con un colpo di fucile da una guardia del corpo.
L'assassinio di Masʿūd da parte dei talebani e di Bin Laden due giorni prima degli attentati dell'11 settembre avrebbe avuto l'obiettivo di neutralizzare il principale capo militare anti-qaedista presente in Afghanistan, in vista delle prevedibili reazioni occidentali agli attentati dell'11 settembre. Esiste, però, anche la tesi che la mentalità criminale di Bin Laden abbia anche voluto preannunciare, con l'uccisione del capo militare Masʿūd, l'obiettivo di far esplodere l'11 settembre un aereo sul Pentagono (sede dei capi militari USA), così come la distruzione dei Buddha gemelli di Bāmiyān abbia voluto preannunciare l'attacco alle Torri gemelle di New York.
Al funerale di Masʿūd si calcola che fossero presenti circa centomila persone. Il suo corpo fu tumulato nella città natale di Bazarak, nella valle del Panjshir. Con la morte di Masʿūd, il suo posto fu preso da Mohammed Fahim, il secondo comandante più alto in grado di etnia tagika.

## Nomina ad eroe nazionale

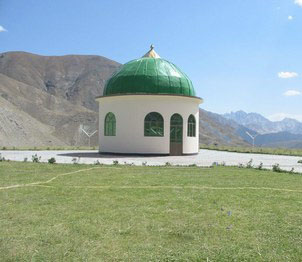
La prima tomba di Massoud nella valle del Panjshir nel 2006

Nel 2002 venne candidato al premio Sakharov per la libertà di pensiero, istituito dal Parlamento europeo. Nello stesso anno, il 25 aprile, Aḥmad Shāh Masʿūd è stato proclamato ufficialmente eroe nazionale.

## Influenza culturale
La fabbrica d'armi americana Magpul ha ideato un fucile in calibro 7,62 NATO (derivato dal precedente progetto Masada in 5,56) per le truppe speciali in Afghanistan che ha chiamato Massoud, dandogli il nome di questo leader che ha combattuto i talebani.
La figura di Masʿūd è tra i protagonisti del romanzo Un letto di leoni dello scrittore gallese Ken Follett. È il protagonista del libro Massoud l'Afghano, il tulipano dell'Hindu Kush di Marika Guerrini e del romanzo La Confession de Massoud dello scrittore francese Olivier Weber; la sua vicenda è stata raccontata nella graphic novel Massoud. Il leone del Panjshir da Frédéric Bihel, Jean-François Charles e Maryse Charles.
In musica, Il rapper francese Médine, nella canzone Du Panjshir à Harlem, presenta un parallelismo tra le figure di Masʿūd e di Malcolm X.
Il cantautore Sköll ha dedicato a lui un brano intitolato Comandante Massoud. Il gruppo corso Voce Ventu ha dedicato un brano al Comandante Masʿūd intitolato Rughju di vita.